# Йитиньские языки
Языки йидинь — группа австралийских языков в составе семьи пама-ньюнга. Распространены в штате Квинсленд.
Группа состоит из двух языков:
- йидинь (12 носителей);
- тяпукай (3 носителя).

Оба языка, входящие в группу, находятся под угрозой исчезновения.